# Luís Carvalho
Luís Carvalho (Oeiras, 25 de agosto de 1880 – São Luís, 5 de junho de 1963) foi um advogado, jornalista, escritor, servidor público e político brasileiro que foi deputado federal pelo Maranhão.

## Dados biográficos
Filho de Cinobelino Ferreira de Carvalho e Rosália Francisca Mendes de Carvalho. Passou a residir em São Luís aos 14 anos e depois mudou-se para Recife onde formou-se advogado em 1906 pela Universidade Federal de Pernambuco. De volta ao Maranhão trabalhou como advogado, foi inspetor de ensino no Liceu Maranhense e fundou a sociedade literária Oficina dos Novos e o Diário do Maranhão. Eleito deputado estadual e deputado federal durante a República Velha afastou-se da política até o fim do Estado Novo quando ingressou no PSD e ser eleito deputado federal em 1945 participando da elaboração da Constituição de 1946.